# Liste der Monuments historiques in Bouillé-Ménard
Die Liste der Monuments historiques in Bouillé-Ménard führt die Monuments historiques in der französischen Gemeinde Bouillé-Ménard auf.

## Liste der Bauwerke
| Bezeichnung           | Beschreibung                          | Standort | Kennzeichnung | Schutzstatus | Datum | Bild |
| --------------------- | ------------------------------------- | -------- | ------------- | ------------ | ----- | ---- |
| Manoir de la Renazaie | Herrenhaus, erbaut im 16. Jahrhundert | (Lage)   | PA00109415    | Inscrit      | 1989  |      |

## Liste der Objekte
- Monuments historiques (Objekte) in Bouillé-Ménard in der Base Palissy des französischen Kultusministeriums